# Gamasomorpha austera
Gamasomorpha austera är en spindelart som beskrevs av Simon 1898. Gamasomorpha austera ingår i släktet Gamasomorpha och familjen dansspindlar.
Artens utbredningsområde är Seychellerna. Inga underarter finns listade i Catalogue of Life.